# Clássico das Colônias
O confronto entre Palmeiras e Portuguesa é um clássico de futebol que reúne dois clubes tradicionais da cidade de São Paulo, Brasil.
É conhecido originalmente como o "Clássico das Colônias", pois representou, desde a primeira metade do século XX, o jogo entre os times de duas das maiores colônias de imigrantes da capital paulista.
O Palmeiras foi fundado por imigrantes italianos, em 1914, com o nome de Palestra Itália, e a Portuguesa, como o próprio nome indica, por representantes da colônia lusitana, em 1920.

## Estatísticas
Partidas: 267 (de 13 de maio de 1921 até 15 de Janeiro de 2025)
| Estatísticas           |     |
| Vitórias do Palmeiras  | 127 |
| Vitórias da Portuguesa | 67  |
| Empates                | 73  |
| Gols do Palmeiras      | 469 |
| Gols da Portuguesa     | 336 |

### Primeiro Jogo
- Palestra Itália 2–4 Portuguesa-Mackenzie, Estádio Palestra Itália (Campeonato Paulista), 13 de maio de 1921.

### Último Jogo
- Palmeiras 2–0 Portuguesa - Allianz Parque (Campeonato Paulista de 2025), em 26 de janeiro  de 2025.

## Final do Torneio Rio-São Paulo
A Portuguesa sagrou-se campeã em cima do Palmeiras na final do Torneio Rio-São Paulo de 1955, ao empatar a primeira partida por 2 a 2 e vencer a segunda por 2 a 0, perante cerca de 40.000 pagantes no Pacaembu.

## Campeonato Brasileiro
Pelo Campeonato Brasileiro Série A até hoje foram 33 jogos, com 15 vitórias do Palmeiras, 9 da Portuguesa e 9 empates, 42 gols a favor do Palmeiras e 33 a favor da Lusa.

## Maiores goleadas
O Palmeiras goleou a "Lusa" no Campeonato Paulista de 1927, por 7 a 2, e no Campeonato Paulista de 1928, por 6 a 1. Já a maior goleada da Portuguesa sobre o "Verdão" foi no Torneio Rio-São Paulo de 1959, por 6 a 3, no Estádio do Canindé.[carece de fontes?]

## Artilheiro
O maior artilheiro palmeirense contra a Lusa é Heitor, com 15 gols.

## Maiores públicos
- Exceto onde consta as informações do público presente e pagante, os outros referem-se aos  pagantes.

1. Portuguesa 1–2 Palmeiras, 53.363, 2 de novembro de 1947, Estádio do Pacaembu
2. Portuguesa 3–0 Palmeiras, 50.717, 31 de julho de 1975, Estádio do Pacaembu (50.585 pagantes, rodada dupla)
3. Portuguesa 0–3 Palmeiras, 48.321, 15 de julho de 1984, Estádio do Pacaembu

No Estádio do Canindé
1. Portuguesa 2–2 Palmeiras, 25.050,  1º de maio de 1982.

No Estádio da Ilha da Madeira, antigo nome Estádio do Canindé:
1. Portuguesa 4–1 Palmeiras, 20.543, 6 de outubro de 1960 (recorde do estádio anterior) [6]

## Campeões no mesmo ano
O Palmeiras e a Portuguesa conquistaram o Campeonato Paulista de 1936, cada um por uma federação diferente.
O Alviverde foi campeão da competição organizada pela Liga Paulista de Futebol e teve como vice o Corinthians.
A Lusa foi campeã da competição organizada pela Associação Paulista de Esportes Atléticos e teve como vice o Ypiranga.